# Waggonhalle Kulturzentrum Marburg

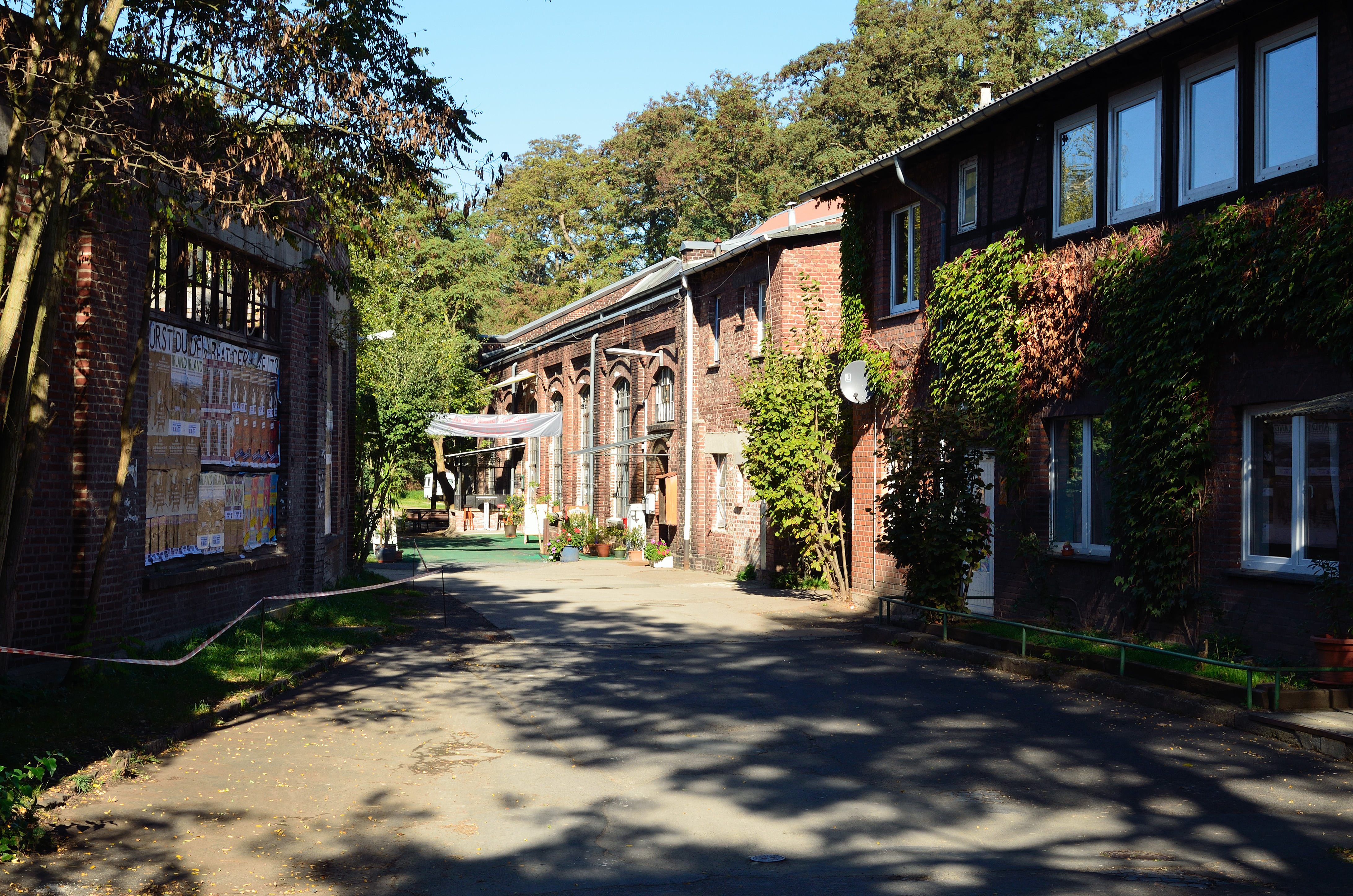
Waggonhalle Marburg,
links der vorläufig noch nicht genutzte Ringlokschuppen (Bahnbetriebswerk Marburg)

Das Kulturzentrum Waggonhalle ist ein soziokulturelles Zentrum in Marburg, in dem jährlich etwa 200 bis 250 Veranstaltungen stattfinden, zu denen nach eigenen Angaben ca. 35.000 Besucher kommen.
Das Kulturzentrum nahm 1996 seinen Betrieb in einem namensgebenden ehemaligen Bahngebäude auf und besteht aus einem Aufführungsraum mit 99 Plätzen und einem ca. 40 m² großen Probenraum sowie der Kneipe "Rotkehlchen" und dem Tagungshaus "Waggonhalle". Das Programm der Waggonhalle war zunächst hauptsächlich auf Theater ausgerichtet und wurde im Lauf der Jahre durch Veranstaltungen aus den Sparten Tanz, Performance, Musik, Improvisation, Clownstheater, Kabarett, Varieté, Literatur, Wrestling und Kindertheater erweitert.
Theaterveranstaltungen bilden aber immer noch einen Schwerpunkt des kulturellen Angebots. Dabei wechseln sich hausinterne Produktionen des hauseigenen Theater GegenStand mit Inszenierungen von Gruppen aus der Region und Gastspielen aus der deutschsprachigen und der internationalen Kulturszene ab.
Organisations- und Verwaltungsarbeit des Kulturzentrums Waggonhalle wurden anfangs vom Theaterensemble GegenStand hauptsächlich ehrenamtlich geleistet. Ab 1999 wurde eine personelle, finanzielle und rechtliche Trennung der bisher gemeinsam getragenen Bereiche vorgenommen, so dass mittlerweile die Theatergruppe GegenStand und das Kulturzentrum Waggonhalle als eigenständige Trägervereine existieren, die jeweils die Hälfte des Programmes gestalten. Die ebenfalls in der Waggonhalle untergebrachte Kneipe Rotkehlchen und das Tagungshaus Waggonhalle sind organisatorisch und betriebswirtschaftlich selbständige Betriebe, mit denen die Waggonhalle eng zusammenarbeitet.
Die laufenden Betriebskosten bestreitet die Waggonhalle aus Eintrittsgeldern, öffentlichen Zuschüssen, Sponsoring und Spenden.